# Enrique Simpson Baeza
Pour les articles homonymes, voir Baeza (homonymie).
Enrique Simpson Baeza, né à Valparaíso en 1835 et mort dans la même ville le 17 mai 1901, était un militaire chilien, amiral de la marine chilienne.
Il a suivi le cours spécial des aspirants à l’école militaire et, le 21 février 1851, il a embarqué sur la frégate Chili en tant qu’aspirant sans diplôme. En 1855, il intègre l’équipage qui a ramené d’Angleterre vers le Chili la corvette Esmeralda, un navire de 854 tonnes à propulsion mixte (machine à vapeur et voiles) dont la construction avait été commandée en 1854 par le gouvernement chilien aux chantiers navals anglais.
En 1869, capitaine de frégate et commandant de la corvette Chacabuco (en), il effectue des travaux hydrographiques sur le littoral de Taltal, Los Vilos et le fleuve Choapa. Entre 1870 et 1875, il a mené quatre campagnes hydrographiques, explorant les archipels des Guaitecas et des Chonos, le fleuve Aysén et les canaux de Patagonie et le fleuve Santa Cruz, et relevant les plans des ports et des criques.
En 1875, avec le grade de capitaine de vaisseau, il prit le commandement de la frégate blindée Almirante Cochrane, navire avec lequel il se rendit en Angleterre en 1877 pour que le chantier naval lui effectue quelques finitions. De retour au Chili, il rejoint l’escadre placée sous les ordres du contre-amiral Juan Williams Rebolledo. Le 11 juillet 1879, il soutient la canonnière Magallanes dans son affrontement avec le Huáscar durant le blocus d'Iquique. En septembre 1879, il quitte le Cochrane pour rejoindre l’état-major de l’armée. Il a pris sa retraite de la marine le 10 octobre 1898.

## Biographie

### Premières années
Il est né en 1835 dans la ville de Valparaíso, Chili. Ses parents étaient le vice-amiral Robert Winthrop Simpson, éminent marin anglais au service du Chili, et Mercedes Baeza.
Il entre à l’école militaire de Santiago au cours spécial des aspirants et, le 21 février 1851, il rejoint la Marine comme aspirant sans diplôme, embarquant sur la frégate Chili, un navire de 46 canons, qui reste comme ponton à Valparaiso.

### Révolutions de 1851 et 1859 et guerre contre l’Espagne (1865)
Pendant les actions liées à la révolution de 1851, il lui incomba de couvrir la batterie navale installée à La Serena par les forces gouvernementales.
Le 22 décembre 1853, il monte en grade, devenant second lieutenant. En 1855, il fut envoyé en Angleterre pour faire partie du premier équipage chilien de la corvette Esmeralda, un navire commandé par le gouvernement chilien en 1854 et qui arriva à Valparaiso le 7 novembre 1856.
Lors de la révolution de 1859, à bord de la corvette Esmeralda, en tant que premier lieutenant, il fut envoyé avec un détachement à terre de deux navires, fournissant chacun 8 marins, qui dispersèrent les mutins du port de Huasco.
En 1865, dès que la guerre fut déclarée avec l’Espagne, Simpson fut transféré au port de Huito, à Chiloé.

### Travaux hydrographiques
En 1869, il accède au grade de capitaine de frégate et prend le commandement de la corvette Chacabuco. Il a reconnu le littoral de Taltal, puis celui compris entre Los Vilos et le Río Choapa, Las Tablas, Chigualoco et les côtes voisines.
En 1870 et 1871, il explore les archipels des Guaitecas et des Chonos, continue par l’Aysén en dressant ses cartes marines. Il a reconnu la péninsule de Taitao, la rivière Huemules (Simpson) et les canaux Pulluche, Moraleda, Ninualac et Darwin, il a établi des plans des ports et des points les plus importants. Ses travaux hydrographiques se sont poursuivis jusqu’en 1874 et il a dressé la carte de toute la région insulaire de Chiloé, Guaitecas et Chonos, la rivière Maullín et la zone maritime de la province de Llanquihue.
En 1874 et 1875, il explore les canaux occidentaux de Patagonie chilienne, les canaux de Patagonie et du fleuve Santa Cruz. Il a levé des plans des ports du canal Concepcion.
En 1875, après ce travail fructueux effectué en tant qu’hydrographe, il est promu capitaine de vaisseau et prend le commandement de la frégate blindée Almirante Cochrane qui était arrivée à Valparaiso le 26 décembre 1874. En janvier 1877, il emmena la Cochrane en Angleterre terminer son armement en cours dans les chantiers navals de Kingston upon Hull. À son retour en 1878, il rejoint l’équipe sous les ordres du contre-amiral Juan Williams Rebolledo.

### Guerre du Pacifique
Au début de la guerre du Pacifique, en tant que commandant de la frégate blindée Almirante Cochrane, il participe le 5 avril 1879 au blocus du port d'Iquique. Le 15 avril, avec la canonnière Magallanes, il a été envoyé pour bloquer le port de Mollendo qu’il a pris le 17 avril en le bombardant, puis il a coulé avec son éperon le navire marchand Plata et le vapeur Monroe pour avoir tenté de le briser.
Il a ensuite été envoyé, avec le Chacabuco (en), au port de Mejillones au Pérou pour détruire les bateaux. Après les combats d’Iquique et Punta Gruesa, il fut envoyé à Iquique, aux côtés du Magallanes, de l'Abtao et du Matías Cousiño, pour bloquer le port.
Le 11 juillet 1879, il soutient la canonnière Magallanes dans son affrontement avec le Huáscar durant le blocus d'Iquique, puis il poursuit sur Antofagasta. En août, il s’est rendu à Valparaiso pour réparations et entretien de son navire. Le 6 septembre 1879, il remet le commandement au capitaine de frégate Juan José Latorre et rejoint l’état-major de l’armée, où il se trouve jusqu’à la fin de la guerre. Il participe au débarquement à Pisagua en décembre 1879.

### Dernières années
En 1871, il publie une étude hydrographique intitulée « La Patagonie et d’autres endroits du sud ».
En 1885, il a été nommé membre du conseil de surveillance qui a contrôlé les travaux de construction d’une nouvelle école navale sur la colline Artillerie de Playa Ancha, Valparaiso.
En janvier 1895, il est nommé contre-amiral, étant inspecteur général de l’artillerie. Il prend sa retraite le 10 octobre 1898 et décède à Valparaíso le 17 mai 1901.

## Héritage
Le principal héritage du contre-amiral Enrique Simpson a été ses travaux hydrographiques, effectués pendant plus de 7 ans, dans la région nord et en particulier dans la région sud du Chili. Ces travaux se sont traduits par une cartographie très utile aux nombreux marins qui ont visité ces lieux.
Simpson est considéré comme le découvreur de la région d'Aysén, pour les trois expéditions qu’il a effectuées dans cette région entre les années 1870 et 1871, au cours desquelles il a réussi à relier l’océan Pacifique aux plaines patagoniennes de la région.